# Jean Moulin
Jean Pierre Moulin ps. „Max”, „Rex”, „Régis”, „Joseph Jean Mercier”, „Jacques Martel”, „Romanin”, „Joseph Marchand”, „Richelieu”, „Alix” (ur. 20 czerwca 1899 w Béziers, zm. 8 lipca 1943) – francuski prawnik, urzędnik służby cywilnej, działacz lewicowy, rysownik, podoficer rezerwy. Współautor zjednoczenia francuskiego ruchu oporu, delegat Komitetu Wolnej Francji na okupowany kraj, najważniejszy z bojowników Ruchu Oporu aresztowanych przez hitlerowców. Pośmiertnie awansowany do rangi generalskiej.

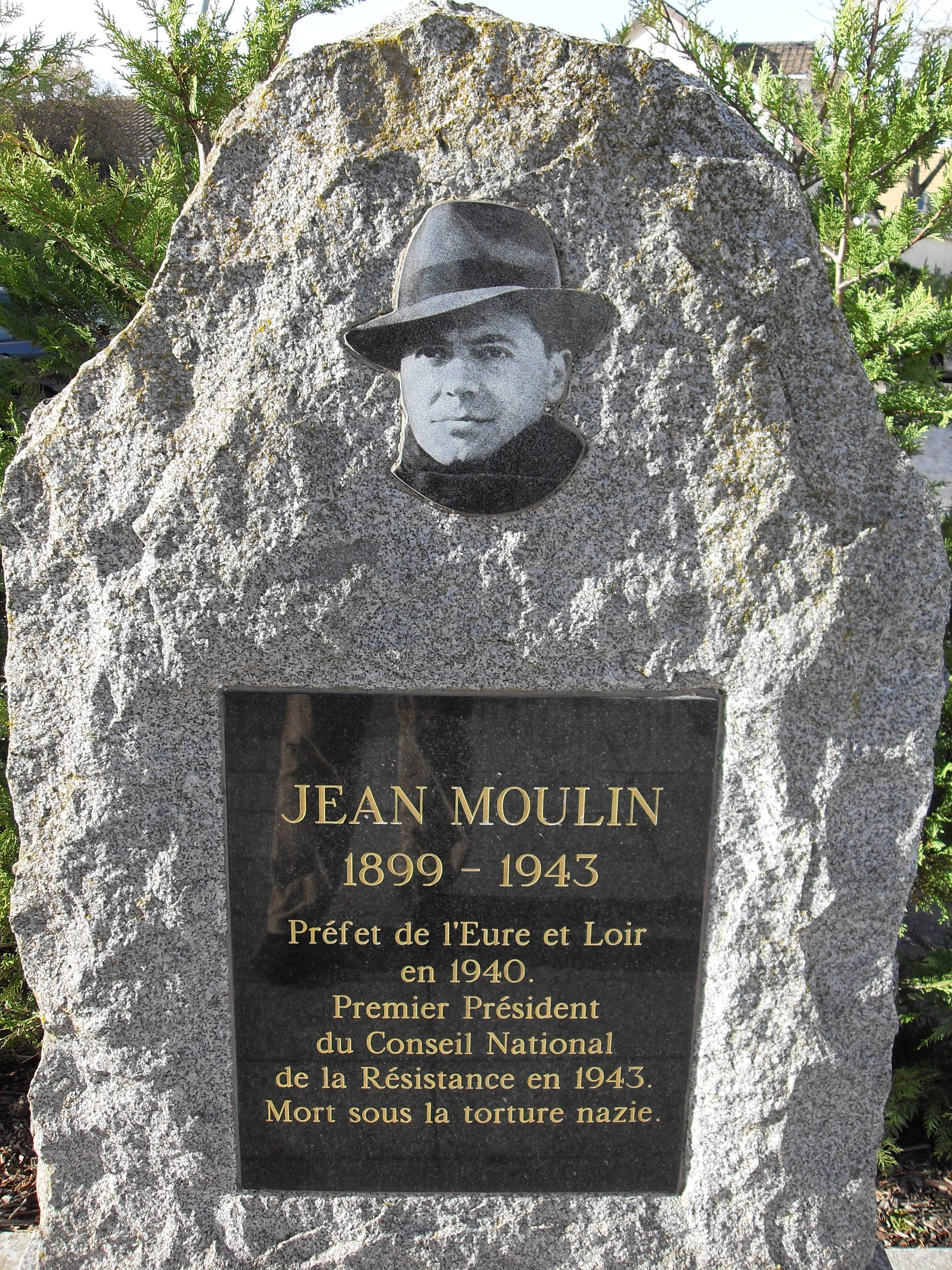
Clayes-sous-Bois, pomnik przed budynkiem poczty, na Placu Republiki

## Życiorys

### Młodość i praca w administracji państwowej
Urodził się w Béziers w południowo-zachodniej Francji, w rodzinie lewicowego polityka oraz nauczyciela historii i geografii Antoine-Émile'a Moulin. W czasach uczniowskich sprzedawał do gazet rysunki, drzeworyty, akwarele i karykatury własnego autorstwa.
W 1917 rozpoczął studia prawnicze. 17 kwietnia 1918 został zmobilizowany do 2 Pułku Inżynieryjnego. Po ukończonym we wrześniu szkoleniu wysłany na front, gdzie zastało go zawieszenie broni. Do demobilizacji w listopadzie 1919 służył jako telefonista w 7 i 9 Pułku Inżynieryjnym.
Po ukończeniu studiów rozpoczął pracę we francuskiej administracji państwowej. W 1922 został szefem gabinetu prefekta Sabaudii. Związał się z partią kartel Lewicy, która wygrała wybory w departamencie w 1924. Od 1925 do 1930 sprawował urząd podprefekta Sabaudii. W 1930 zostaje przeniesiony do Finistère, gdzie oprócz pracy w administracji zajmował się publikacją rysunków i karykatur pod pseudonimem „Romanin”. W 1932 został szefem gabinetu ds. zagranicznych Pierre’a Cota, polityka Partii Radykalno-Socjalistycznej. Jednocześnie Moulin sprawuje urząd podprefekta Górnej Sabaudii a następnie Loiret. Po objęciu przez Cota stanowiska ministra lotnictwa Moulin został szefem jego gabinetu. Organizuje wówczas tajną pomoc dla hiszpańskich republikanów. W 1937 Jean Moulin został prefektem Aveyron stając się jednocześnie najmłodszą osobą w historii Francji sprawującą to stanowisko. Jednocześnie, ze względu na swój wkład w rozwój lotnictwa, przeszedł przeszkolenie w siłach powietrznych.

### II wojna światowa
Na początku 1939 został prefektem Eure-et-Loir. Po wybuchu wojny kilkakrotnie prosił o zwolnienie z urzędu i przyjęcie w szeregi armii (odmowa ze względu na słaby wzrok). W 1940 aresztowany i torturowany przez Gestapo. W więzieniu próbował popełnić samobójstwo, podcinając sobie gardło kawałkiem szkła (do końca życia nosił na szyi bliznę zasłanianą szalikiem). Po zwolnieniu z więzienia wrócił do pracy. W październiku 1940 rząd Vichy zażądał zwolnienia wszystkich urzędników państwowych o lewicowych poglądach. Moulin został odwołany 2 listopada 1940. Rozpoczął wtedy pisanie swoich wspomnień pt. „Pierwsza bitwa” publikowanych później w organach prasowych Wolnej Francji.
9 września 1941 Jean Moulin, dzięki fałszywym dokumentom na nazwisko Joseph Jean Mercier, dotarł przez Hiszpanię i Portugalię do Londynu. 25 października Moulin został przyjęty przez gen. bryg. Charles’a de Gaulle’a, któremu przedstawił bardzo krytyczny raport nt. stanu Ruchu Oporu we Francji. W zamian za rozwój działalności szpiegowskiej na rzecz MI6 władze brytyjskie obiecały dostarczyć Francuzom niezbędną do prowadzenia ruchu oporu broń i pomoc finansową. Po zakończeniu szkolenia spadochronowego sierż. Jean Moulin został wysłany na teren strefy wolnej pod pseudonimem „Max”, jako delegat cywilny i wojskowy Komitetu Wolnej Francji.
„Max” wrócił do kraju razem z radiostacją i środkami finansowymi, drogą lotniczą dotarł w rejon Alp w nocy z 31 grudnia 1941 na 1 stycznia 1942. Razem z nim wysłano do kraju Raymonda Fassina i por. Josepha Monjareta. Pod nowym pseudonimem „Rex” Moulin nawiązuje kontakty z różnymi organizacjami Ruchu Oporu doprowadzając 11 listopada 1942 do powstania Tajnej Armii (AS) – pierwszej w pełni podległej gen. de Gaulle’owi organizacji zbrojnej, w której skład weszły trzy organizacje ze strefy południowej: Wyzwolenie Południe (lewica), Wolni Strzelcy  (lewica) i Walka (prawica). Dowódcą AS został mianowany gen. bryg. Charles Delestraint. 27 listopada „Rex” stworzył Ruch Zjednoczenia Oporu (MUR), któremu podporządkowano Tajną Armię pod względem politycznym.
14 lutego 1943 Jean Moulin przybył z delegacją do Londynu, gdzie de Gaulle'e udekorował go przyznanym mu kilka miesięcy wcześniej Orderem Wyzwolenia oraz powierzył stanowisko ministra w Komitecie Wolnej Francji. Po powrocie do okupowanego kraju powołał on Krajową Radę Ruchu Oporu (CNR), w której skład weszli przedstawiciele Francuskiej Partii Komunistycznej (leninizm, stalinizm), Francuskiej Sekcji Międzynarodówki Robotniczej (socjalizm), Partii Republikańskiej, Radykalnej i Radykalno-Socjalistycznej (progresywizm), Sojuszu Demokratycznego (centryzm), Partii Ludowo-Demokratycznej (chadecja), Federacji Republikańskiej (konserwatyzm), Powszechnej Konfederacji Pracy, Chrześcijańskiej Konfederacji Francuskich Pracowników oraz najważniejszych ruchów oporu, m.in. MUR, Frontu Narodowego (radykalna lewica), Wyzwolenie-Północ  (lewica) i Ci z Wyzwolenia (prawica). CNR uznała gen. de Gaulle’a za prawowitego szefa francuskiego rządu zaś gen. armii Henriego Girauda za dowódcę wszystkich wojsk francuskich, czego skutkiem było nawiązanie kontaktu z Organizacją Oporu Armii (wierni gen. Giraud żołnierze byłej Armii Rozejmowej), prowadzono także rozmowy z Wolnymi Strzelcami i Partyzantami podlegającymi FN i PCF.

### Aresztowanie, tortury i śmierć

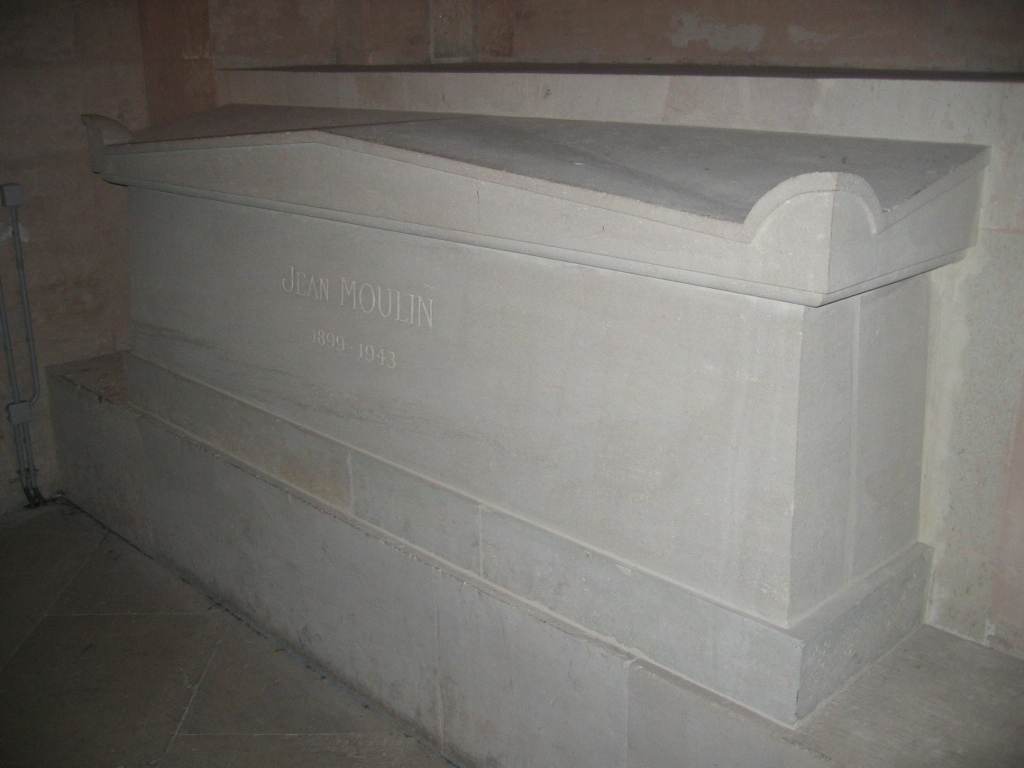
Cenotaf Jeana Moulina w paryskim Panteonie

Na początku 1943 doszło do serii aresztowań współpracowników Moulina: w Lyonie zostaje aresztowany komendant regionu R1 AS kpt. Claudius Billon, zaś w Paryżu mjr Henri Manhès i komendant główny AS gen. Delestraint.
21 czerwca 1943 o godzinie 14:40 w Caluire-et-Cuire Jean Moulin został aresztowany przez Sipo-SD, w czasie spotkania z siedmioma przywódcami Tajnej Armii celem wybrania nowego komendanta głównego w miejsce aresztowanego Delestrainta. Akcja hitlerowców była wynikiem zdrady w szeregach Ruchu Oporu, której dokonać miał prawdopodobnie René Hardy. Według niektórych historyków, Hardy został świadomie wysłany na spotkanie przez innego przywódcę ruchu oporu, Pierre′a de Bénouville′a, który chciał w ten sposób wyeliminować Moulina.
Aresztowania „Rexa” dokonał szef lyońskiego Gestapo, SS-Ostuf Klaus Barbie. Połączone z torturami śledztwo w sprawie Moulina prowadził osobiście Barbie, który w raportach napisał o kilku próbach samobójczych „Rexa”. Następnie przeniesiono go do więzienia w Paryżu i w Neuilly-sur-Seine.
Ostatnią osobą, która widziała Moulina żywego był SS-Ostubaf Karl Bömelburg (szef Gestapo na okupowaną Francję). Według oficjalnej wersji Jean Moulin zmarł 8 lipca 1943 na skutek tortur w pociągu przewożącym go do Niemiec. Według innych źródeł „Rex” zmarł w Metzu, nocą z 8 na 9 lipca 1943, podczas przygotowań do jego deportacji do Rzeszy.
Skremowane zwłoki Jeana Moulina zostały pochowane na paryskim Père-Lachaise. 19 grudnia 1964, przy okazji obchodów dwudziestej rocznicy wyzwolenia Francji, zostały przeniesione do paryskiego Panteonu.

## Upamiętnienie

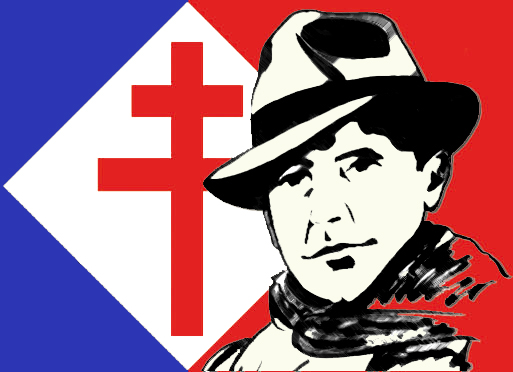
Graficzna wizja Jeana Moulina na tle bandery wojennej Wolnej Francji

Siedem miesięcy po śmierci Moulina, 1 lutego 1944, powstały Francuskie Siły Wewnętrzne – podlegające Francuskiemu Komitetowi Wyzwolenia Narodowego, a następnie Rządowi Tymczasowemu. Były to siły zbrojne w okupowanym kraju, łączące w sobie wszystkie dotychczas istniejące organizacje Ruchu Oporu. Było to zwieńczenie dzieła rozpoczętego przez „Rexa” w 1942.
Jean Moulin jest czwartym najczęściej spotykanym patronem szkół we Francji. Stał się on także najbardziej rozpoznawanym i znanym bojownikiem Ruchu Oporu. Większość jego podobizn jest oparta na zdjęciu z okresu II wojny światowej, na którym „Rex” ubrany jest w czarny płaszcz, kapelusz i biały szalik.

## Życie prywatne
W 1922 Jean Moulin planował poślubić Jeannette Auran, co spotkało się ze sprzeciwem jej ojca. 27 września 1926 pojął za żonę Marguerite Cerruti, która wkrótce potem opuściła go wyjeżdżając do Paryża. Małżeństwo zakończyło się rozwodem 19 czerwca 1928.
Od 1937 był związany z Marie-Gilberte Riedlinger („Madame Lloyd”).

## Awanse
- starszy kapral – 19 marca 1937[26]
- sierżant – 10 grudnia 1938
- generał brygady – 1944 (pośmiertnie)
- generał dywizji – 1946 (pośmiertnie)

## Odznaczenia

### Francja
- Oficer Legii Honorowej – 1 października 1945 (pośmiertnie)
- Kawaler Legii Honorowej – 25 lutego 1937[27]
- Order Wyzwolenia – 17 października 1942
- Medal Wojskowy –  5 października 1946 (pośmiertnie)
- Krzyż Wojenny 1939–1945 – 1 października 1945 (pośmiertnie)
- Kawaler Orderu Zasługi Rolniczej
- Medal Zwycięstwa
- Medal Pamiątkowy Wielkiej Wojny
- Medal Pamiątkowy Ochotników Wolnej Francji (pośmiertnie)
- Medal Pamiątkowy Wojny 1939–1945 z okuciami „Francja” i „Wyzwolenie” (pośmiertnie)
- Złoty Medal Wychowania Fizycznego
- Srebrny Medal Pomocy Publicznej
- Srebrny Medal Pomocy Społecznej
- Srebrny Medal Opieki Społecznej

### Zagraniczne
- Kawaler Orderu Korony Włoch – 1926 (Włochy)
- Order Korony Jugosłowiańskiej (Jugosławia)
- Order Nefrytu – 1938 (Chiny)